# 南博阿维斯塔
南博阿维斯塔是巴西南大河州的一个市镇。总面积94.349平方公里，总人口2663人，人口密度28.2人/平方公里。